# Sebastián Camacho
Sebastián Camacho Castilla (Veracruz, Veracruz; 11 de enero de 1791 - Veracruz, 16 de septiembre de 1847) fue un abogado, diplomático y político mexicano. Fue gobernador de Veracruz en tres ocasiones.

## Semblanza biográfica
Sus padres fueron Antonio Camacho y Juana Castilla. A la edad de trece años ingresó al Seminario de Puebla, cursó la carrera de abogado y obtuvo el título correspondiente en 1821. Regresó a su ciudad natal, sin embargo debido al cañoneo iniciado por el último bastión español desde el fuerte de San Juan de Ulúa en contra de la ciudad de Veracruz, decidió mudarse con su familia a Xalapa. Ejerció su profesión y colaboró para el periódico El Oriente.
Una vez derrocado el Primer Imperio mexicano, fue elegido diputado al Congreso Constituyente del estado de Veracruz. En 1825, fue elegido diputado federal para representar a su estado en el Congreso de la Unión. Durante el gobierno de Guadalupe Victoria fue encargado del Despacho de Relaciones Exteriores. Poco después fue nombrado ministro plenipotenciario para representar a la República mexicana ante los gobiernos de Gran Bretaña, Francia y Países Bajos.
Durante su misión en Londres, logró disuadir las exigencias del gobierno británico por modificar en la Constitución Federal de los Estados Unidos Mexicanos de 1824 el artículo segundo relativo a la tolerancia religiosa, argumentando que Gran Bretaña tampoco la establecía para los católicos. Tras largas negociaciones, se logró firmar el Tratado de Amistad y Comercio entre ambas naciones el 26 de diciembre de 1826.
En 1827, regresó a México y asumió nuevamente la titularidad de la Secretaría de Relaciones, sin embargo discrepó del gobierno por la existencia de las logias masónicas, a las cuales, había criticado fuertemente durante su estancia en Inglaterra. Por tal motivo, renunció al ministerio, incluso rechazó el ofrecimiento de administrar la oficina de Correos decidiendo regresar a Xalapa.
En 1829, fue gobernador del estado de Veracruz, alternó su mandato con Antonio López de Santa Anna. En 1830, nuevamente se le ofreció ser ministro plenipotenciario en Gran Bretaña, pero no llegó a desempeñar esta misión. En 1832, rechazó la violencia de los levantamientos contra el régimen centralista, a los cuales consideró como una forma de imponerse a través de bayonetazos. El 10 de agosto, manifestó no ser responsable de la redacción del convenio de Corral Falso, y, por el contrario, proclamó su adhesión al vicepresidente Anastasio Bustamante.
En 1834, siendo diputado en representación del estado de Veracruz, se opuso al Plan de Cuernavaca, exponiendo y publicando las razones por las que consideró que el Congreso no tenía facultad legal para realizar los cambios propuestos por dicho pronunciamiento. En 1839, fue llamado a colaborar en el gobierno de Anastasio Bustamante con el objetivo de crear un nuevo ministerio que se llamaría compacto, sin embargo, las condiciones que solicitó no fueron aceptadas. Se le ofrecieron las legaciones de Roma, y Estados Unidos, pero no las aceptó por cuestiones de salud. En 1841, se desempeñó como titular de la Secretaría de Relaciones. En 1842, fungía como diputado del Congreso Constituyente que disolvió Nicolás Bravo, no obstante, en 1843, fue miembro de la Asamblea de Notables y presidente de la comisión que elaboró las Bases de Organización Política de la República Mexicana.
En 1844, fue nombrado ministro de la Suprema Corte de Justicia de la Nación, renunció al cargo cuando fue elegido nuevamente diputado de la Legislatura en Veracruz en 1845. En 1846, por un período muy corto, fue gobernador interino. La rendición del puerto de Veracruz durante la intervención estadounidense en México, y la derrota de la batalla de Cerro Gordo, afectaron su salud sensiblemente, murió en su ciudad natal el 16 de septiembre de 1847.